# Viktor Christiansson
Viktor Christiansson (Hässleholm, 26 september 2001) is een Zweedse voetballer die doorgaans als middenvelder speelt.

## Carrière
Christiansson debuteerde als 16-jarige in het eerste elftal van Hässleholms IF en maakte in mei 2019 de overstap naar de jeugdopleiding van AZ. Een jaar later tekende hij daar zijn eerste profcontract dat hem tot medio 2022 aan de Alkmaarders verbond. Op 10 september 2021 maakte hij namens Jong AZ zijn competitiedebuut tijdens een met 0-1 verloren thuiswedstrijd tegen Jong FC Utrecht, als invaller voor Peer Koopmeiners.

## Statistieken
| 2018                     | Hässleholms IF  | Division 2 Östra Götaland | 24 | 1 | 5 | 0 | – | – | 29 | 1 |
| 2019                     | Hässleholms IF  | Division 2 Östra Götaland | 14 | 0 | 1 | 0 | – | – | 15 | 0 |
| 2020/21                  | Jong AZ         | Eerste divisie            | 0  | 0 | – | – | – | – | 0  | 0 |
| 2021/22                  | Jong AZ         | Eerste divisie            | 2  | 0 | – | – | – | – | 2  | 0 |
| Carrière totaal          | Carrière totaal | Carrière totaal           | 40 | 1 | 6 | 0 | 0 | 0 | 46 | 1 |
| Bijgewerkt op 7 mei 2022 |                 |                           |    |   |   |   |   |   |    |   |